# キバラヨシノボリ
キバラヨシノボリ（黄腹葦登、Rhinogobius sp. YB）は、琉球列島に分布するヨシノボリの1種。河川陸封型のハゼ。キバラヨシノボリという言葉は2021年以前は琉球列島に分布する黄色の腹をもつヨシノボリのことを指していたが、2022年以降は西表島及び石垣島に分布するパイヌキバラヨシノボリを除いた、黄色の腹をもつヨシノボリのことを指す。2021年以前使われていたキバラヨシノボリという言葉は、現在ではキバラヨシノボリ種群という言葉に置き換わっている。また、現在もキバラヨシノボリ種群をキバラヨシノボリと称すこともある。

## 分布
奄美群島の奄美大島・加計呂麻島・徳之島・沖永良部島、沖縄諸島の沖縄島・久米島。

## 形態
全長6-8cm。眼の前端から吻と、眼の下から上顎後端にかけてそれぞれ1対の赤色縦帯が大きな特徴。沖縄島の数久田川では、この赤色縦帯がとくに太く明瞭である
 
。オスの第1背鰭は伸びる。第2背鰭と尾鰭は黄色で縁取られる。繁殖期はオスの体色は赤みが強くなり、メスは成熟時の腹部が橙黄色になる。体側の黒斑は不明瞭。卵は長径4.1 - 4.5mmで、クロヨシノボリの卵の直径が0.2mmであり、これより大きいことで区別できる。

## 生態
河川上流域の流れの緩やかな場所に生息し、瀬淵の構造が明確な環境を好む。特にうっそうとした森の中の流れの緩やかな場所を好み、プール状の水域に多い。ほかのヨシノボリと同所的に生息することは稀である。本種はふ化仔魚が海に降りない河川陸封型の生活環をもつ。

## 別名
琉球列島では本種含めヨシノボリ類はイーブーと呼ばれてきた。

## キバラヨシノボリ種群
キバラヨシノボリ、パイヌキバラヨシノボリの2種が属す種群である。クロヨシノボリ種群に最も近縁である。パイヌキバラヨシノボリとそれに属すイシガキパイヌキバラシノボリ、イリオモテパイヌキバラヨシノボリの2亜種は学名がついており、研究が進んでいる。パイヌキバラヨシノボリを除いた、キバラヨシノボリ種群の個体については研究が十分進んでおらず、遺伝的形態的な分類がわかっていないため、総括してキバラヨシノボリという和名が与えられている。ただ、あくまでこの和名にはパイヌキバラヨシノボリに属さないキバラヨシノボリ種群を総括しているだけのため、キバラヨシノボリという標準和名に学名はなく、正確にはキバラヨシノボリは種として登録されていない。
また、大きな面積の島でクロヨシノボリからの種分化確立が大きいことが分かっており、キバラヨシノボリ種群は、大きな島でよく見られる。種分化が起きやすかった原因として、川と海の間を回遊する上でのリスクが大きく関与していると考えられる。琉球列島の河川上流部は捕⾷者が少なく、ヨシノボリ類の生活に適した場所だが、河川が長いと上流部で孵化した仔魚は海にたどり着けず死亡するリスクが上昇する。その場合、むしろ海に下らず、河川に留まったほうが有利になると考えられる。そのため、長い河川が多い大きな島で、河川に留まる個体群が多く誕生し、自然選択のはたらきによって、キバラヨシノボリ種群という川に留まる新たなヨシノボリが分化したと考えられる。沖縄県で最も高い滝とされる「ピナイサーラの滝（59m）」の上に生息するイリオモテパイヌキバラヨシノボリはクロヨシノボリと遺伝的に遠く離れているが、低い滝の上に生息するキバラヨシノボリはクロヨシノボリと遺伝的に近いという研究結果もある。これはキバラヨシノボリ種群が滝によってクロヨシノボリから隔離された歴史を物語っていると考えられる。滝は地形の浸食作用を受けて徐々に形成されるため、滝の高さは「キバラヨシノボリ」が隔離された時間（＝遺伝的距離）を意味すると考えられる。この研究結果は島の大きさや川の長さだけでないもう一つの種分化のシナリオといえる。

## 研究史
キバラヨシノボリ種群は、アオバラヨシノボリと一括りにヨシノボリ中卵型と呼ばれていた。1968年や1975年の論文では、カワヨシノボリと両側回遊型ヨシノボリの中間的な大きさの卵を産むものとしてヨシノボリ中卵型が報告されている。また、この時点で、キバラヨシノボリ種群の河川陸封型の生活史が明らかとなっている。1985年になると、中卵型のうち、琉球列島に固有な個体群の存在が示唆されるようになり、これはアオバラヨシノボリのことである。現在ではキバラヨシノボリ種群はアオバラヨシノボリと系統的に大きく離れていることが分かっており、1994年にはそれが示唆されていた。2000年前後以降、現在のキバラヨシノボリ種群は、キバラヨシノボリという名称で呼ばれるようになる。2022年にはキバラヨシノボリと呼ばれいた個体群からパイヌキバラヨシノボリという種が細分され、学名が提唱された。この種は、イシガキパイヌキバラシノボリ、イリオモテパイヌキバラヨシノボリの2亜種から構成される。
現在、キバラヨシノボリという和名は、キバラヨシノボリ種群と呼ばれている個体群のうち、新種記載されたパイヌキバラヨシノボリに当てはまらない個体群を指す言葉である。マイクロサテライトと呼ばれる遺伝マーカーを多数使って、琉球列島の7つの島に分布するキバラヨシノボリ種群とクロヨシノボリの類縁関係と進化パターンを統計学的に調べた研究の結果、キバラヨシノボリ種群は７島のうち５箇所で独立に種分化したことが分かっている。この5箇所の個体群はそれぞれ別々にクロヨシノボリから分化したと考えられている。このような類似した形態や生態をもつ新たな種が、同じ祖先から何度も進化する現象を「平行種分化」といい、その典型例である。この研究後、その5つの個体群のうち1つはパイヌキバラヨシノボリとして記載された。このことから、現在キバラヨシノボリと呼ばれている個体群には複数種が含まれると考えられている。実際に、奄美諸島の個体群は別種でないかともいわれている。

## 保全状況
分布域自体非常に小さいうえ、その分布域は開発によって脅かされている。環境省は絶滅危惧ⅠB類にしている。
絶滅危惧IB類 (EN)（環境省レッドリスト）